# فريداك سي دي
سي دي فريداك (بالإنجليزية: Freeduc-cd)‏ هو قرص حي يحتوي على نظام لينكس باستخدام إكسفس من إنتاج فرنسا، يوزّع بمساعدة منظمة الأمم المتحدة للتربية والعلم والثقافة.

## وصلات خارجية
- موقع فريداك